# Mats Jansson
Mats Jansson (født 17. december 1951 i Sala, Västmanlands län) er en svensk erhvervsleder, der siden 1. januar 2007 har været koncernchef i SAS Group, bestyrelsesformand for SAS Danmark A/S og siden 2008 bestyrelsesmedlem i Danske Bank.
Jansson er uddannet i økonomi, sociologi og kulturgeografi fra Örebro Universitet i 1973 og blev samme år ansat i ICA AB. Her var han bl.a. direktør i ICA Partihandel Norr (1989-1990) og i ICA Detaljhandel (1990-1994). Han har også være direktør i Catena (1994-1999), Fazer (1999-2000), Axfood (2000-2005) og Axel Johnsson AB (2005-2006). 
Siden 1985 har han været gift og  har 4 børn.